# Geny plejotropowe
Geny plejotropowe (geny polifeniczne) – geny odpowiadające za ujawnienie się co najmniej dwóch różnych, pozornie niepowiązanych ze sobą, cech organizmu. Efekt działania genów plejotropowych określa jako plejotropię.